# Colt Anaconda

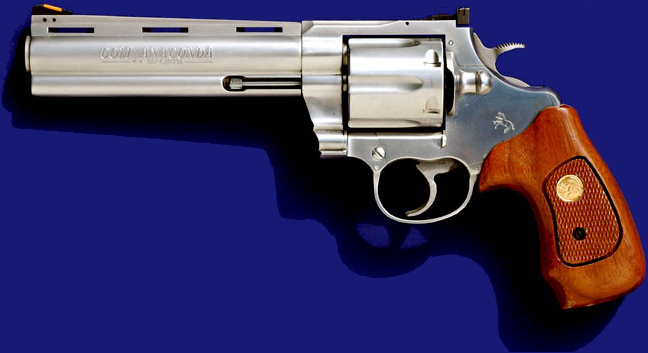
.44 Magnum Colt Anaconda

Der Colt Anaconda ist ein Revolver der Marke Colt. Er verfügt über einen Double-Action-Abzug und wurde in Kalibern .44 Magnum und .45 Colt angeboten. Die Zielgruppe sind Jäger und Sportschützen. Der Revolver wurde 1990 im Kaliber .44 Magnum eingeführt, .45 Colt kam 1993 hinzu. 1999 erfolgte ein zweijähriger Produktionsstopp; von 2001 bis 2003 wurde die Anaconda nur noch als .44 Magnum gebaut, bis die Produktion endgültig ausgelaufen ist. Das Design ähnelt dem .357 Colt Python und basiert auf dem .357 Colt Trooper, allerdings ist die Kammer für stärkere Patronen ausgelegt. Der Anaconda-Revolver wurde als Konkurrenzprodukt zum Smith and Wesson Model-29-Revolver entwickelt. Die Anaconda fasst sechs Patronen und ist mit einem vier, sechs oder acht Zoll langen Lauf erhältlich.
Der Anaconda-Revolver ist wegen seines Griffdesigns und seines schweren, ventilierten Laufs eine relativ komfortable Handfeuerwaffe, um dieses schwere Kaliber zu verschießen, besonders im Vergleich zu Single-Action-Waffen desselben Kalibers.
Eine Variante des Anaconda war der Colt Kodiak, der aus rostfreiem Stahl gefertigt wurde und auch ein Kaliber-.44-Magnum-Revolver war.